# Giera
Giera là một xã thuộc hạt Timiș, România. Dân số thời điểm năm 2002 là 1324 người.